# 신현숙 (아나운서)
신현숙(愼賢淑, 1962년 12월 11일 ~ )은 대한민국의 아나운서이다. 종교는 천주교이며, 영세명은 아녜스이다.
1987년, 동료 아나운서 손석희.와 결혼했고, 손석희와의 사이에 아들 둘을 두었다. 1987년 MBC 문화방송에서 퇴사하였다.
- 1984년 MBC 아나운서 입사
- <퀴즈효도관광>
- <청소년음악회>
- <MBC 대학가요제>
- <뽀뽀뽀> 4대 뽀미언니 받았다 1985년 ~ 1988년